# Surzur
Surzur (bretonisch Surzhur) ist eine französische Gemeinde mit 5.110 Einwohnern (Stand 1. Januar 2022) im Département Morbihan in der Region Bretagne.

## Geografie
Surzur liegt im Süden des Départements Morbihan. Bis nach Vannes sind es ungefähr 15 Kilometer. Das Gemeindegebiet gehört zum Regionalen Naturpark Golfe du Morbihan.

## Geschichte
Die Menhire von Bergard zeugen von einer frühen Besiedlung. Auf Gemeindegebiet verlief die Römerstraße von Vannes nach Nantes. Die Besiedlungsdauer zeigen auch Funde bei Ausgrabungen. So wurden Reste eine Töpferei aus dem 4. Jahrhundert ausgegraben. Die Templer errichteten verschiedene nicht mehr erhaltene Gebäude. Im Mittelalter gehörte sie verschiedenen Lehnsherren. Nach der Französischen Revolution wurde die Gegend durch Gefechte zwischen Truppen der Regierung und Anhängern der Chouannerie verwüstet. Eine eigenständige Gemeinde wurde Surzur 1790. Im Zweiten Weltkrieg beschlagnahmte die Wehrmacht das Herrenhaus von Pérénes.
Bis 1947 war der Ort an das Netz der Chemins de fer du Morbihan angeschlossen.

## Bevölkerungsentwicklung
Im Jahr 1800 betrug die Zahl der Einwohner 2587. Damit gehörte sie zu den einwohnerstarken Gemeinden des Départements. In der Napoleonischen Zeit sank die Anzahl erstmals. Von 1821 bis 1911 blieb die Einwohnerzahl auf einem hohen Niveau von rund 2200 Bewohnern. Danach kam es zu einem weiteren Bevölkerungsverlust. Zwischen 1921 und 1946 folgte eine zweite Phase der Stabilität. Seit 1975 hat die Zahl der Bewohner wegen der Nähe zur Stadt Vannes stark zugenommen (1975–2012: +170 %).
| Jahr      | 1962 | 1968 | 1975 | 1982 | 1990 | 1999 | 2006 | 2012 | 2019 |
| Einwohner | 1492 | 1461 | 1452 | 1658 | 2081 | 2434 | 3171 | 3927 | 4724 |

## Sehenswürdigkeiten
- Kirche Saint Symphorien
- zahlreiche Kapellen
- Schloss von Le Grégo
- mehrere Herren- und Gutshäuser (Pérénès, Kerguézec, Pembulzo und Le Guermeur)
- eingefasste Quellen und Wegkreuze
- mehrere Wind- und Wassermühlen (in Beaujouer, Le Grégo, Kerguisé, Perhuidec, Pénérès und Epinay)
- Dolmen von Talhouët südöstlich von Surzur
- Menhire von Bergard östlich von Surzur

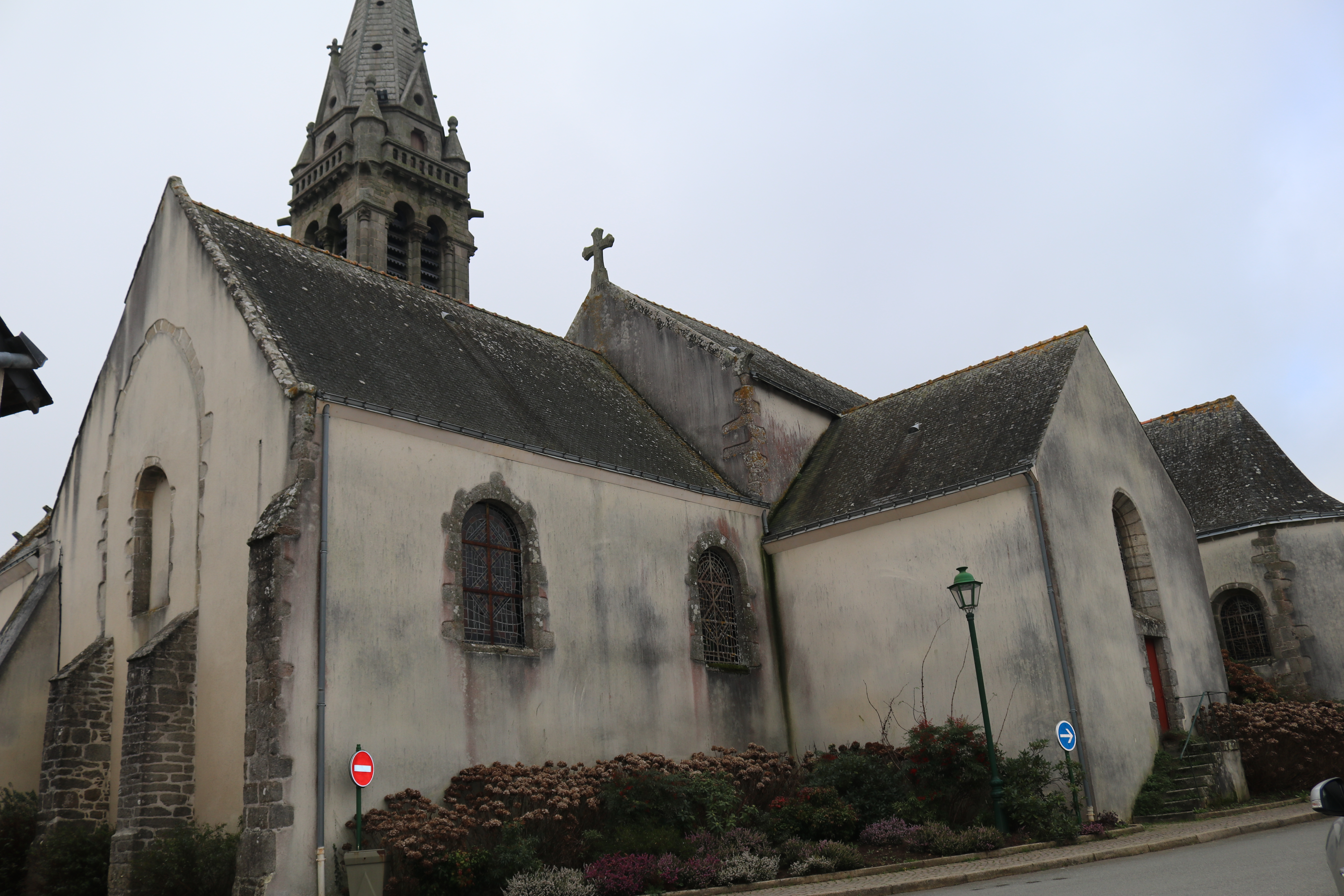
Kirche Saint-Symphorien
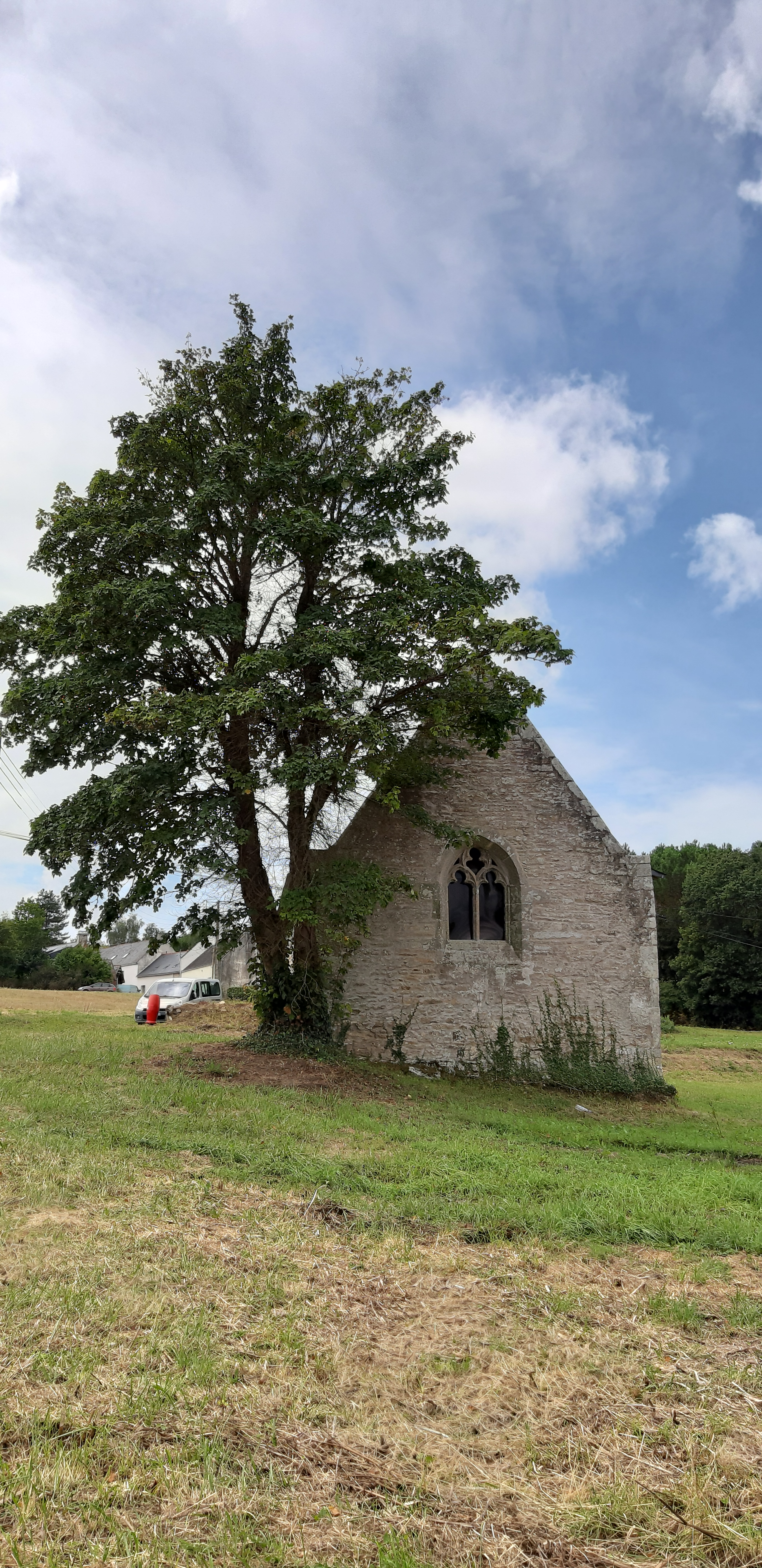
Kapelle Sainte-Hélène
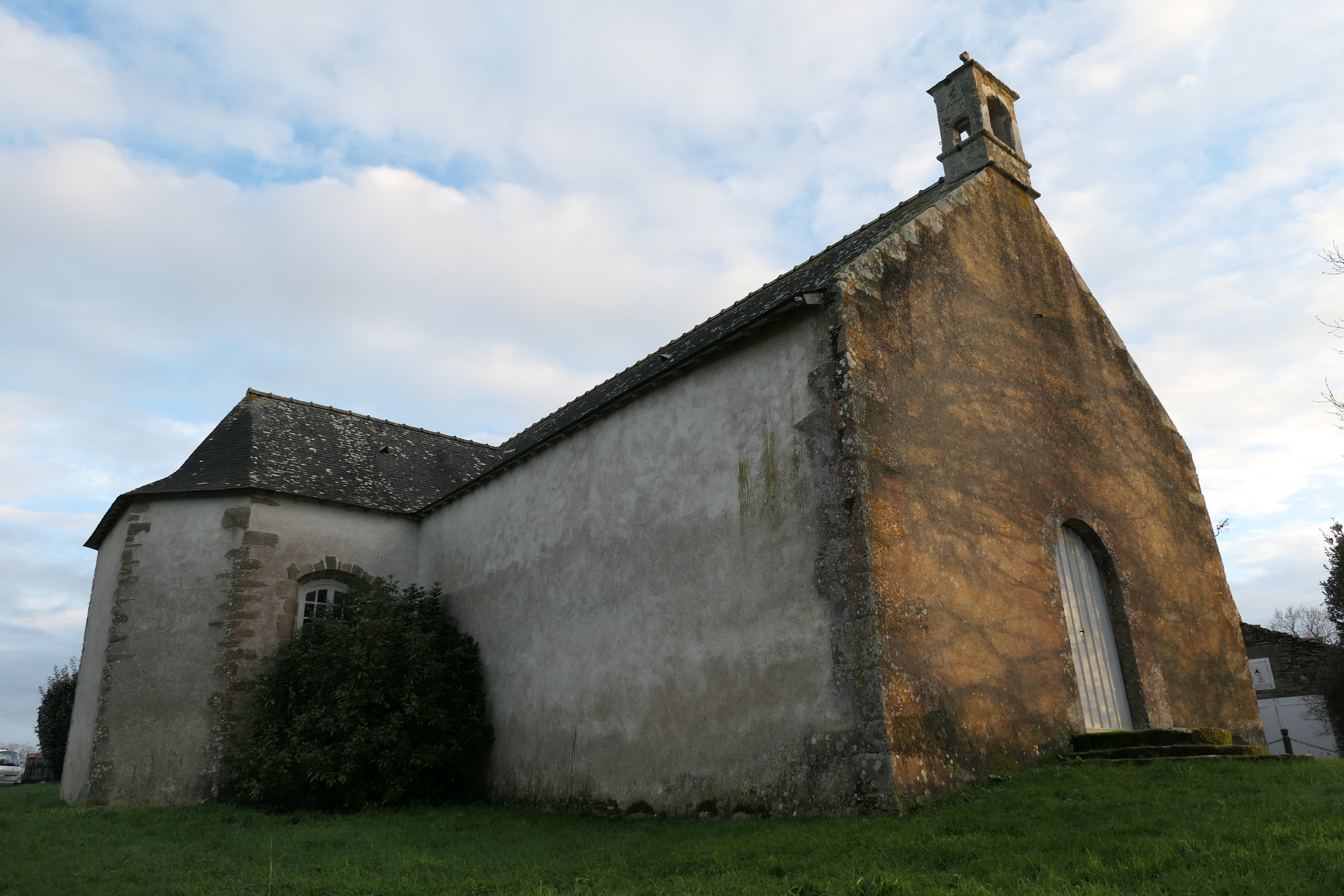
Kapelle Sainte-Anne-Grappon
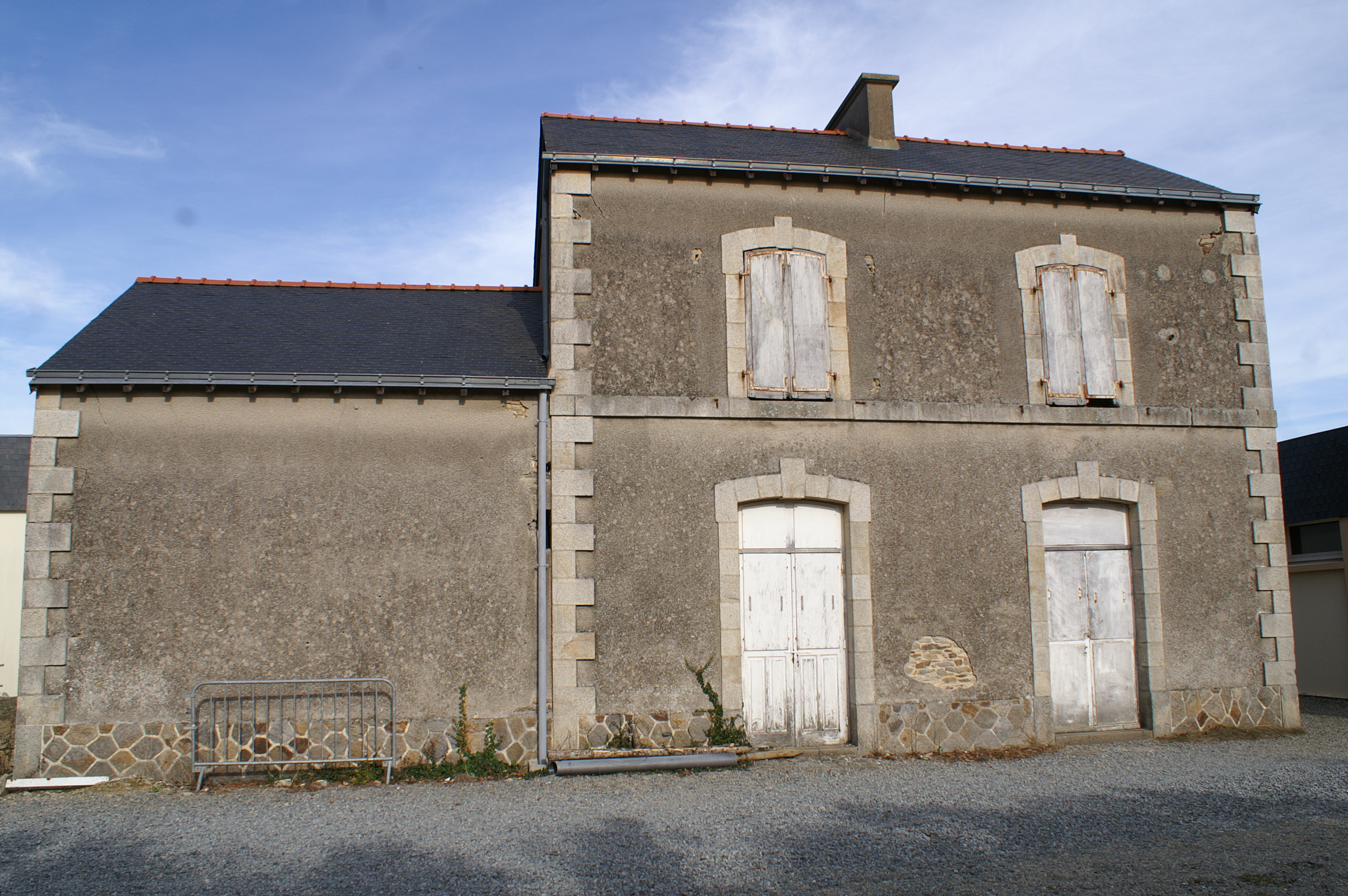
Ehemaliges Bahnhofsgebäude
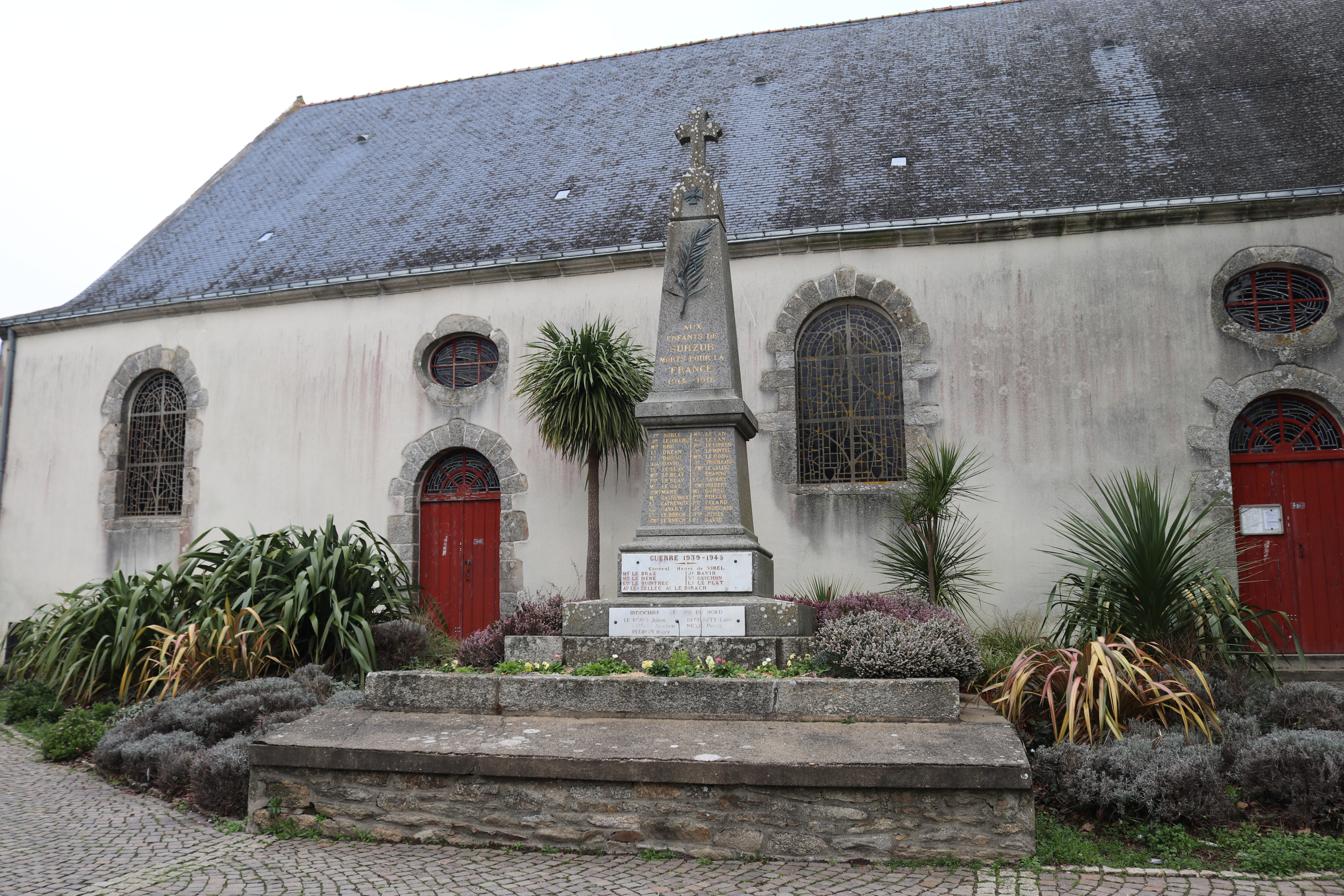
Gefallenendenkmal